# Tunga (artista)

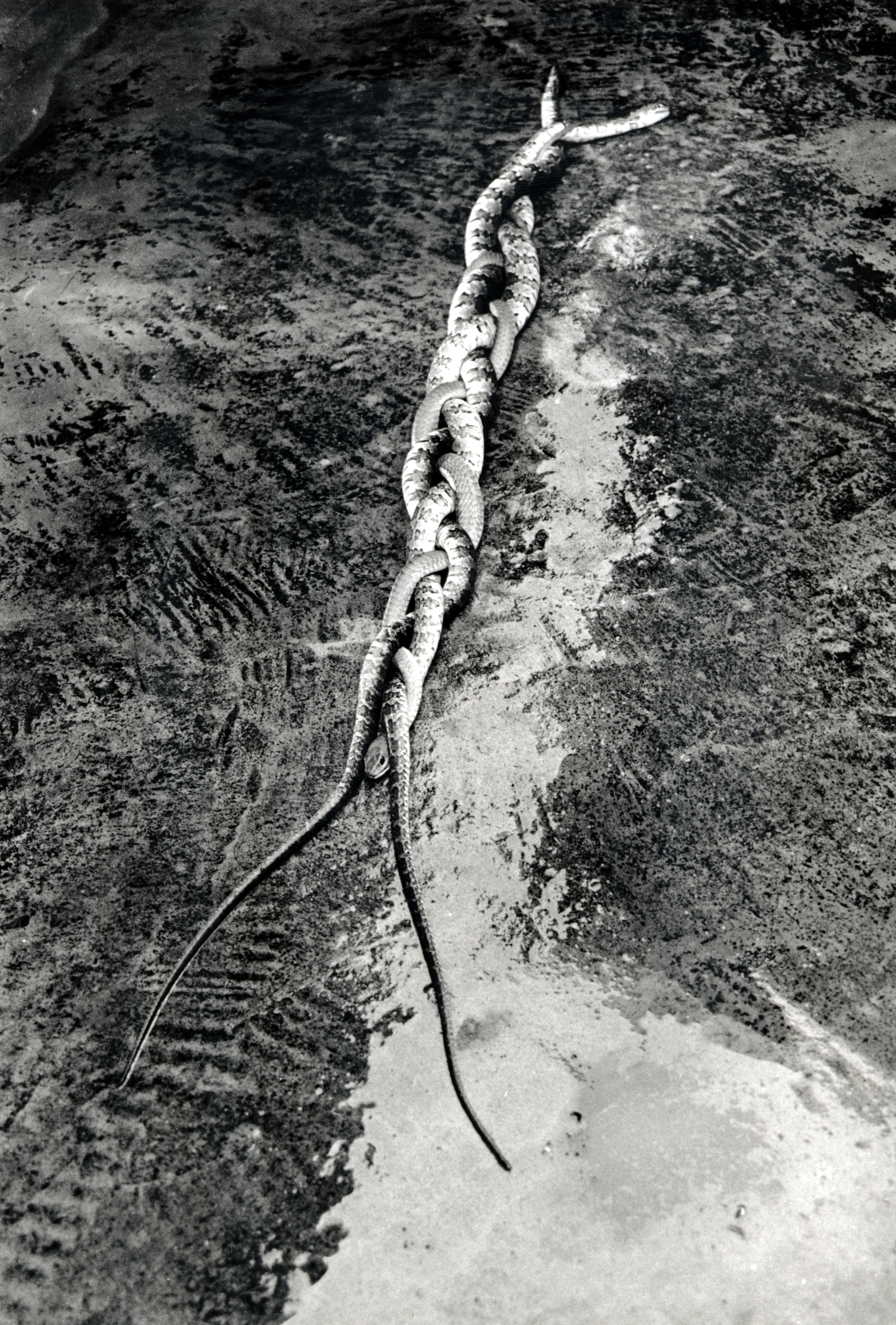
A Vanguarda Viperina, 1985 (Foto da Lucia Helena Zaremba)

Escultor, desenhista e artista performático, Antônio José de Barros Carvalho e Mello Mourão, conhecido como Tunga, (8 de fevereiro de 1952 – Rio de Janeiro, 6 de junho de 2016), é considerado uma das figuras mais emblemáticas da cena artística nacional. 
Sua erudição e formação filosófica se refletiu em uma produção artística que envolve o cruzamento de pesquisas em diferentes áreas do conhecimento, apresentando interfaces com a literatura, filosofia, psicanálise, teatro, ciências exatas e biológicas. Trata-se de uma obra potente, profunda e autorreferente que nega o tempo linear e se apoia fortemente na materialidade, topologia, simbologias e processos de transformação e metamorfoses.  
Foi o primeiro artista contemporâneo e o primeiro brasileiro a expor no icônico Museu do Louvre em Paris, e já teve sua obra exposta na 40ª Bienal de Veneza, na Itália; na X Bienal de Havana, em Cuba; na X Documenta de Kassel, na Alemanha; e, na V Bienal de Lyon, na França.
Participou, ainda, de mostras na Whitechapel Gallery, na Inglaterra; no Museum of Contemporary Art of Chicago e no Museum of Modern Art PS1, ambos nos EUA; no Jeu de Paume e no Centre de la Vieille Charité, ambos na França; no Moderna Museet, na Suécia; no Museo Nacional Centro de Arte Reina Sofía, na Espanha; e, no Garage Center of Contemporary Culture, na Rússia.
Tunga tem, atualmente, obras em acervos permanentes de museus como o Guggenheim, em Veneza; o Museum of Modern Art, em Nova York; a Tate Modern em Londres; o Museu d'Art Contemporani de Barcelona; o Museum of Fine Arts Houston; e, Centre Pompidou, em Paris, além de galerias dedicadas à sua obra no Instituto Inhotim.
Faleceu, no Rio de Janeiro, em 6 de junho de 2016. Desde então, o Instituto Tunga atua preservando, conservando, catalogando e divulgando sua extensa obra e memória. Em parceria com as galerias e museus do Brasil e mundo, o Instituto Tunga já realizou 6 grandes exposições e colaborou ativamente para 4 publicações.
Atualmente, a equipe do Instituto Tunga trabalha na elaboração do Catálogo Raisonné que irá mapear todas as obras bidimensionais do artista em uma única publicação bilingue, em português e inglês, online e gratuita. 

## Biografia
Nascido em Palmares, Pernambuco, filho do escritor Gerardo Mello Mourão e da ativista social Léa de Barros Carvalho e Mello Mourão, Tunga morou e trabalhou no Rio de Janeiro, onde concluiu o curso de Arquitetura e Urbanismo da Universidade Santa Úrsula.
Inicia sua carreira nos primeiros anos da década de 1960, produzindo desenhos e pequenas esculturas. Traça imagens figurativas com temas ousados, como nas séries O Perverso, Pensamentos, Máquinas, Charles Fourier (1772/1887) e Paisagens do Desejo. 

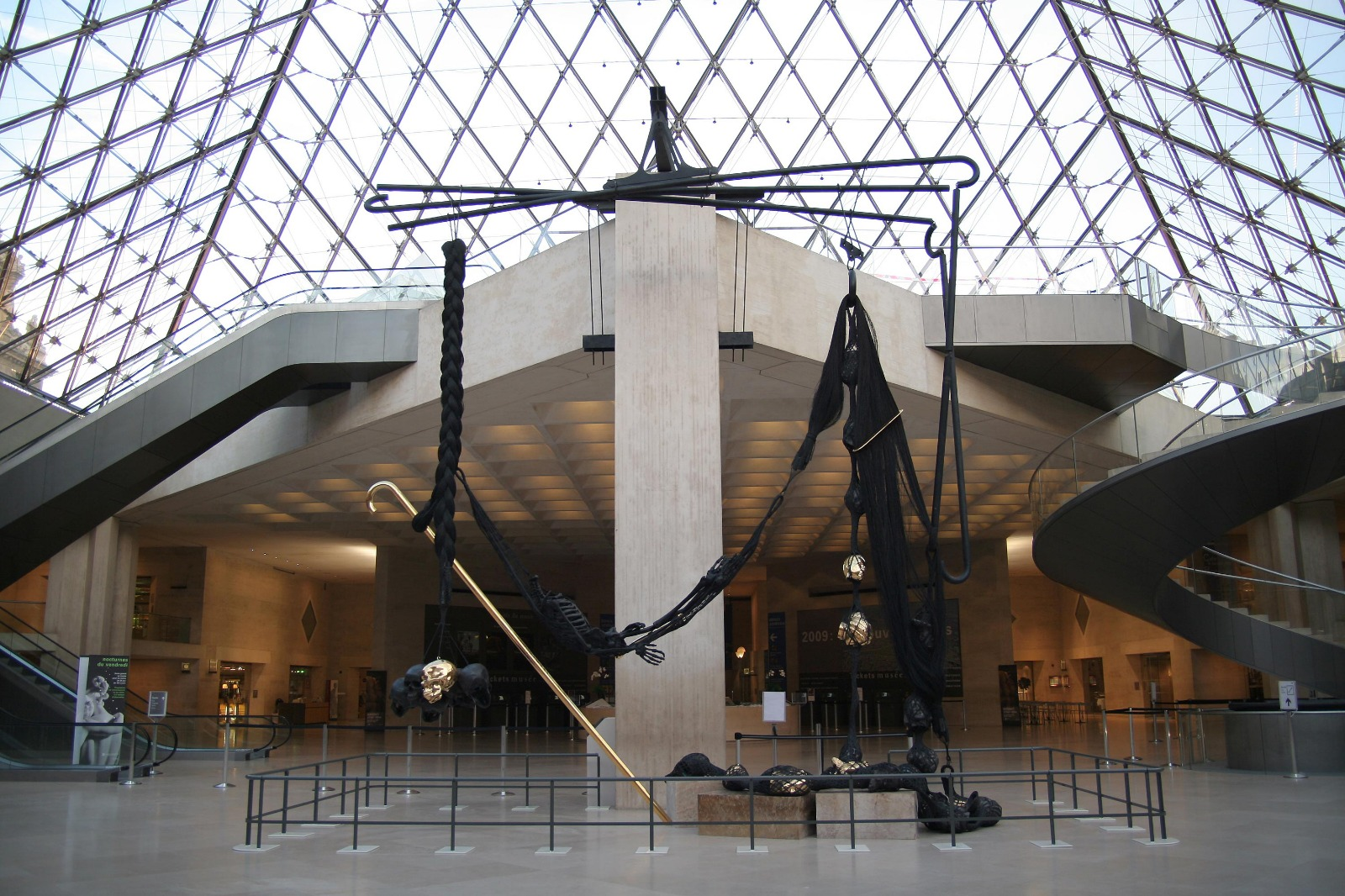
À la Lumière des Deux Mondes, 2005 (Foto: Angèle Dequier)

Editou, ao lado de Celso F. Ramos Filho, Eduardo Prisco Paraiso Ramos, Gonçalo de Barros Carvalho e Mello Mourão, Marcelo Villela de Andrade, Paulo Ramos Filho, a Revista Nove (1969-1971), uma publicação de poesia moderna. E colaborou com a revista Malasartes (1976), ao lado de Paulo Sérgio Duarte, Waltercio Caldas, Ronaldo Brito, Cildo Meireles, Paulo Venancio Filho, José Resende e Rodrigo Naves; e com o jornal A Parte do Fogo (1980), também com Cildo Meireles, José Resende e Waltercio Caldas, entre outros. 
Em 1975, Tunga apresentou pela primeira vez objetos tridimensionais, apresentados na exposição individual intitulada Tunga - Ar do Corpo, no Museu de Arte Moderna do Rio de Janeiro.  Na década de 1980, passou a criar instalações, nas quais utilizou grande variedade de materiais para explorar a ideia de conjunção, magnetismo, transmissão e isolamento de energia e forças invisíveis - é o caso dos imãs, das lâmpadas, dos fios elétricos, do cobre, e de materiais isolantes como o feltro e a borracha -, sempre justapondo-os com rigor formal.   

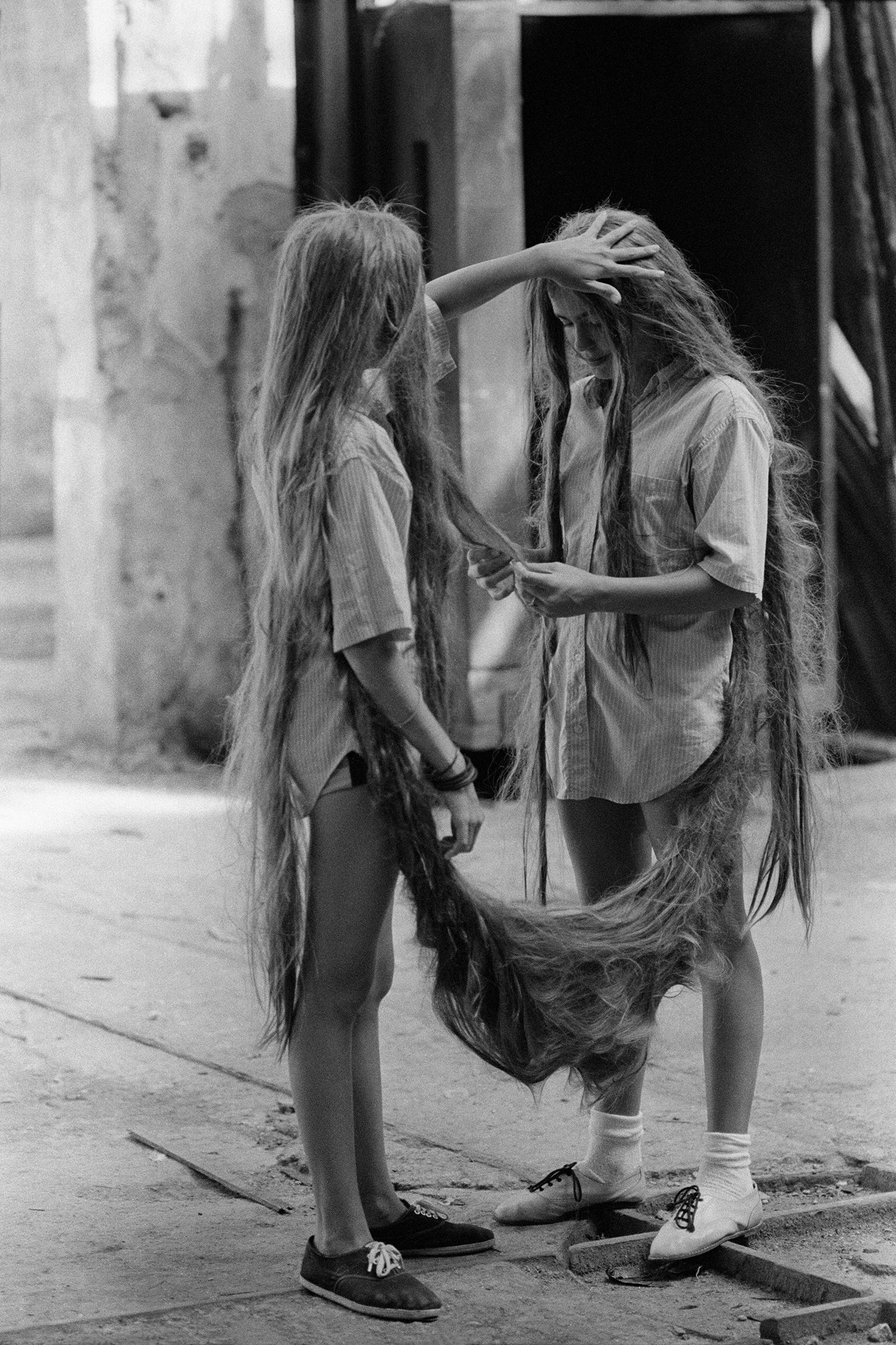
Xifópagas Capilares Entre Nós, 1987 (Foto Wilton Montenegro)

Buscava extrair sentidos simbólicos de obras que passaram, aos poucos, a apresentar um caráter autorreferente. Neste período criou obras icônicas como Trança [1983]; ÃO [1981]; Xifópagas Capilares entre Nós [1984], Vanguarda Viperina [1985]; Eixos Exógenos [1986-2000]; e, Semeando Sereias [1987-1998].  
Nesta mesma época, Tunga deu início aos trabalhos com formas e signos que marcariam sua carreira como as tranças; o tacape; o escalpe; o pente; o cálice; os sinos, seda, palíndromo, caldeirões e funis.
No decorrer da década de 90, Tunga intensificou a pesquisa sobre as relações energéticas entre diferentes metais em suas instalações, passando a usar conjuntos de ímãs em diversos trabalhos. Ao mesmo tempo, passou a elaborar suas instaurações - nome dado pelo artista às ações que ativavam seus trabalhos tridimensionais ou imersivos. Segundo Tunga, vale lembrar,  a noção de instauração implica um modo de fazer poesia onde não há ensaios. Diferente da performance, que implica uma noção relacionada ao desempenho, a instauração trata-se de "fazer acontecer algo que você testemunha, que não estava ali, com uma luz nova.” Neste período, Tunga promove uma série de ações com terracota, argila e maquiagem - materiais que fazem alusão à origem humana, da terra; ao primitivismo; e, ao processo de reencarnação, de dar carne ao objeto, corporeidade à obra. 
Em 1997, publica o icônico Barroco de Lírios, primeiro livro editado pela Cosac & Naify, que faz um retrospecto das principais obras de Tunga realizadas entre 1981 e 1996. Trata-se de uma publicação concebida pelo artista como uma obra de arte em si, apresentando textos de sua própria autoria, além de encartes e transparências que são como múltiplos não assinados.

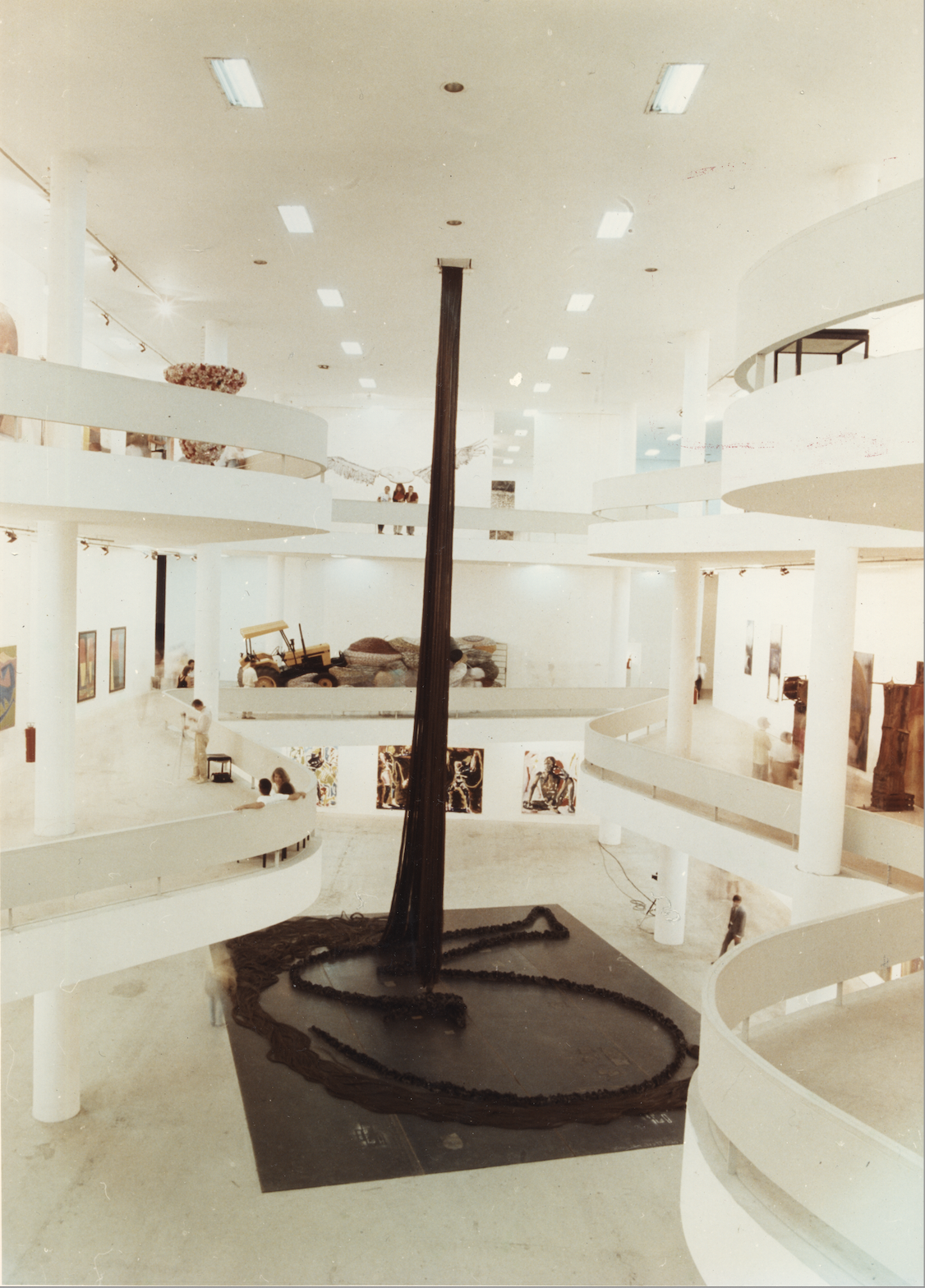
Gravitação Magnética, 1987

Entre os anos 2000 e 2016, as obras incorporam, em pequenas e grandes dimensões, a presença de sinos, mondrongos, garrafas, cálices, jóias, dentes, asas, portais, luminárias, tripés, dedais, balança, bengala, líquidos e tipitis. Também foi o período em que ele passou a incluir os mondrongos em diversas instalações e instaurações. Mondongos são elementos amorfos utilizados em pares que sugerem uma reprodução Morfogenética, na qual os que apresentam protuberância estão relacionados ao "macho-fera" e os que possuem cavidade estão relacionados à “fêmea-bela”. 
Em 2002, ocupa três andares do Centro Cultural Banco do Brasil e preenche a rotunda da instituição com uma luz vermelha e voz de Arnaldo Antunes, além de uma tríade com sinos, cálices, garrafas, caldeirões e bengalas de 14 metros. Atores e bailarinos, dirigidos pela coreógrafa Lia Rodrigues, aplicavam maquiagem à instalação. Idealizou a instalação Tríade Trindade [2001]; as performances Encarnações Miméticas e Experiência com Ynaiê [2003]; a série Quase Auroras [2005]; os filmes Quimera [2004], que concorreu à Palma de Ouro, na categoria curta-metragem, em Cannes, em 2004, e Medula [2005], ambos em parceria com Eryk Rocha;  e, as obras i Psicopompos e Vers La Voie Humide, no Château La Coste, na França [2008-2015].
Em 2004, inaugura a Galeria True Rouge - primeira instalação permanente do Instituto Inhotim, um desdobramento da série de performances True Rouge, apresentadas desde 1997 em diversas ocasiões e cuja inspiração parte de uma poesia algébrica do escritor Simon Lane.  E, em 2012, inaugura a Galeria Psicoativa Tunga, também em Inhotim, que abriga uma exposição permanente apresentando mais de 20 obras do artista sendo muitas icônicas como Ão (1981); Vanguarda Viperina (1985); Palíndromo Incesto (1990-1992); Tereza (1998); Prole do Bebê (2000); À la Lumière des Deux Mondes (2005); X-estudo (2009); Psicopompo Cooking Crystal (2010); e, Toro Condensed (1983) and Toro Expanded (2012). 
Tunga recebeu a condecoração Chevalier des Arts et des Lettres (Cavaleiro das Artes e das Letras) pelo embaixador da França, Alain Rouquié. E, em 2005, foi o primeiro artista contemporâneo a exibir sua obra, À la Lumière des Deux Mondes, na pirâmide do Louvre.

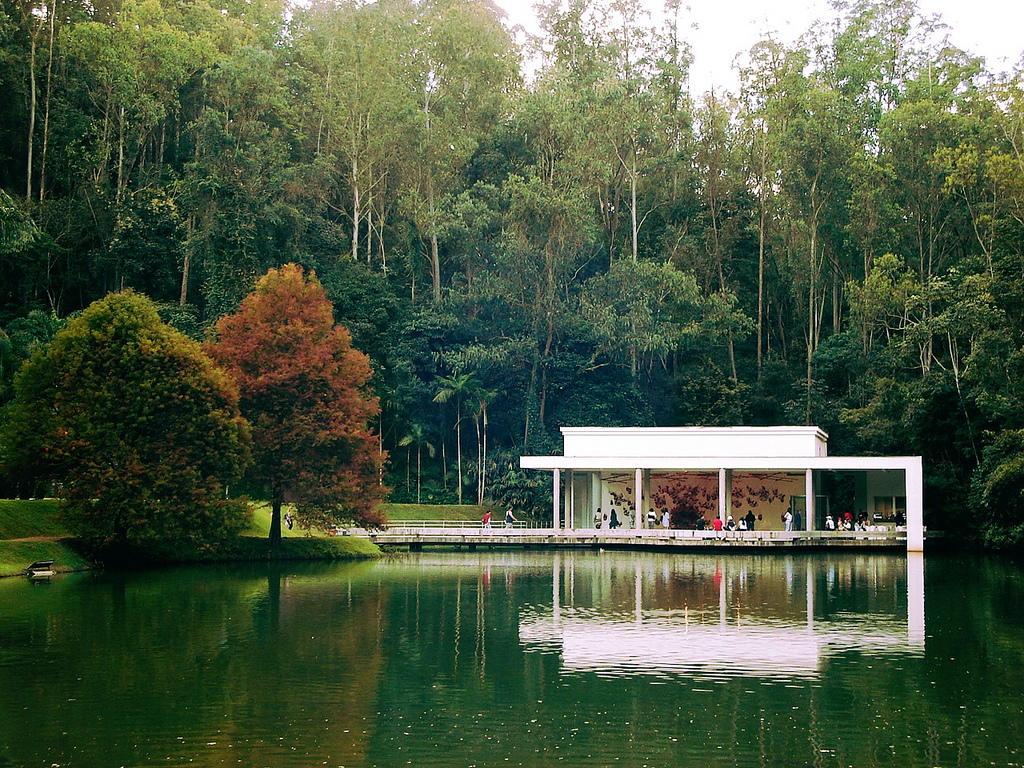
Galeria True Rouge, uma das galerias permanentes de Tunga no Instituto Inhotim, em Minas Gerais.

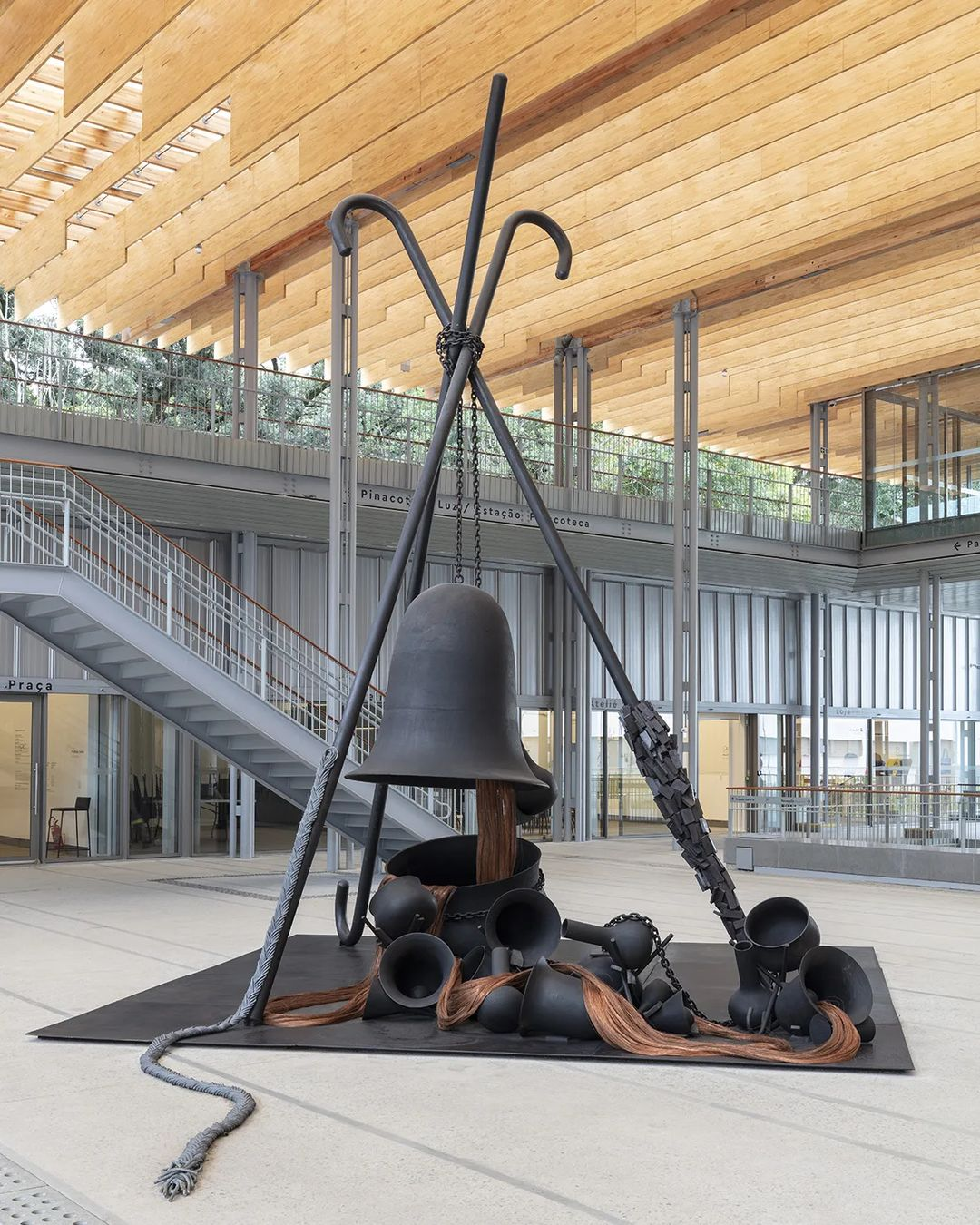
Tríade Trindade, 2001, na Pinacoteca de São Paulo(foto: Isabella Matheus)

## Filmografia
Filmes do Tunga em parceria com outros criativos:
- 1975 - O ar do corpo - João Lanari e Tunga
- 1987 - Nervo de Prata - direção, fotografia, edição e trilha sonora: Arthur Omar sobre conceitos, obras e argumento de Tunga
- 2004 - Medula - Tunga e Eryk Rocha
- 2004 - Quimera - Tunga e Eryk Rocha

Filmes sobre o trabalho do Tunga:
- 1993 - Seeding Mermaids - Shelagh Wakely
- 1996 - Dear Friend - Shelagh Wakely
- 1997 - Inside out / upside down - Lucia Helena Zaremba e Toni Cid Guimarães
- 1997 - Há Sopas - Lucia Helena Zaremba e Toni Cid Guimarães
- 1997 - A última sereia - Arthur Omar
- 1998 - True Rouge - Shelagh Wakely
- 1999 - A Vida de Infra Tunga - Karin Schneider e Nicholas Guagnini
- 2000 - Lucido Nigredo - Shelagh Wakely
- 2001 - Resgate - Lucia Helena Zaremba e Toni Cid Guimarães
- 2002 - Nosferatu Spectrum - Shelagh Wakely
- 2002 - TUNGA: Encarnações Miméticas e Nociferatu - Murilo Salles
- 2003 - Egypsia and the Phoenix - Shelagh Wakely
- 2005 - Paris [À La Lumière des deux mondes - Louvre] - Shelagh Wakely

## Exposições e trabalhos no exterior
Sua obra acabou por ganhar repercussão internacional, levando-o a expor em importantes espaços destinados às artes plásticas ao redor do mundo. 
- 1981 - Participa da exposição individual “Spazio Aperto - 123ª Mostra D'arte maggio-giugno 1981 - Tunga” no Centro Iniziative Culturali Pordenone, Itália;
- 1982 - Divide o Pavilhão Brasileiro da 41ª Bienal de Veneza com o escultor Sérgio Camargo.
- 1985 - Realiza a exposição individual “Xifópagas Capilares Entre Nós - Siamesas Capilares Entre Nosotros” no Museo Nacional de Bellas Artes, em Buenos Aires, Argentina;
- 1986 - Participa da “Trienal Latino-Americana de Arte Sobre Papel” no Museo de Arte Latinoamericano de Buenos Aires (Malba), em Buenos Aires, Argentina;
- 1989 -  Realiza a exposição individual “Options 37: Tunga”, no Museum of Contemporary Art Chicago (MCA), EUA;
- 1989 - Participa da exposição coletiva “U-ABC”, no Stedelijk Museum, em Amsterdam, Holanda. Com itinerância na Fundação Calouste Gulbenkian, em Lisboa, Portugal;
- 1989 - Realiza a exposição individual “Tunga” na Whitechapel Gallery, em Londres;
- 1989 - Participa da exposição “Tunga Lezarts / Cildo Meireles Through”no Kanaal Art Foundation, em Kortrijk, Bélgica;
- 1990 - Realiza a exposição individual “Tunga” no The Third Eye Centre, em Glasgow, Escócia;
- 1992 - Participa da exposição coletiva “Désordres” na Galerie nationale du Jeu de Paume, em Paris, França;
- 1992 - Participa da exposição coletiva “Latin American Artists of the Twentieth Century”, no Centre Georges Pompidou, Paris, França. Com itinerância na Estación Plaza de Armas, em Sevilla, Espanha; no Museum Ludwig, em Colônia, Alemanha; e no Museum of Modern Art (MoMA) em Nova York, EUA;
- 1993 - Participa de uma mostra coletiva no Moma, em Nova York;
- 1993 - Participa de uma mostra coletiva no Ludwig Museum, na Alemanha;
- 1994 - Realiza a exposição individual “Tunga: Instalações e Esculturas”, no The Museum of Contemporary Art, em Nova York, EUA;
- 1994 - Participa da  “5º Bienal de Havana”, Cuba;
- 1995 - Participa da exposição coletiva “Avant-garde walk a Venezia”, em Veneza, Itália;
- 1996 - Participa da exposição coletiva “Walk on the SoHo Side”, em Nova York, EUA;
- 1997 - Participa da “Documenta X”, em Kassel, Alemanha;
- 1998 - Participa da exposição coletiva “Être Nature“ na Fondation Cartier pour l'art contemporain, em Paris, França;
- 1999 - Realiza a exposição individual “Tunga” no Centro Cultural Recoleta, em Buenos Aires, Argentina;
- 2000 - Participa da “3ª Gwangju Biennale”, Coreia do Sul;
- 2000 - Participa da “5ª Biennale D'Art Contemporain de Lyon”, França;
- 2001 - Realiza a exposição individual “Tunga” na Galerie Nationale du Jeu de Paume, em Paris, França;
- 2001 - Participa da “49ª Venice Biennale: Brazil in Venezia” no Peggy Guggenheim Collection, em Veneza, Itália;
- 2001 - Realiza a exposição individual “Tunga” no Musée d'art Contemporain de Bordeaux, França;
- 2001 - Participa da “1ª Bienal de Valencia”, Espanha;
- 2002 - Realiza a exposição individual “Tunga” no Centre international de recherche sur le verre et les arts plastiques (Cirva), em Marselha, França;
- 2002 - Realiza a exposição individual “Tunga” na Luhring Augustine Gallery, em Nova York, EUA;
- 2005 - Realiza a exposição individual “Tunga: À La Lumière Des Deux Mondes, Une Installation Sous La Pyramide” no Museu do Louvre, em Paris, França;
- 2005 - Participa da exposição coletiva “The Art of Chess”, na Luhring Augustine, em Nova York, EUA. Com  itinerância na Gary Tatintsian Gallery, em Moscou, Rússia;
- 2007 - Realiza a exposição individual “Tunga: Laminated Souls” no Museum of Modern Art- PS1 (MoMA PS1), em Nova York, EUA;
- 2009 - Participa da “3ª Moscow Biennale Of Contemporary Art” no Garage Museum of Contemporary Art, Rússia;
- 2009 - Realiza a exposição individual “Tunga: Lezart” no Museum of Fine Arts, em Houston, EUA;
- 2014 - Realiza a exposição individual "From La Voie Humide" na Luhring Augustine Gallery, em Nova York, EUA;
- 2015 - Realiza a exposição individual “Eu, Você e a Lua” no Domaine de Chaumont-sur-Loire, em Loire, França;
- 2016 - Sua obra integra a exposição coletiva "Contingent Beauty: Contemporary Art From Latim America" no Museum of Fine Arts, em Houston, EUA;
- 2017 - Sua obra integra a exposição coletiva “Sol Lewitt, Andres Serrano, Joel Shapiro, Tunga, Andy Warhol” na Galerie Michel Vidal, em Paris, França;
- 2018 - É realizada a exposição individual “Capillary Xiphopagus among Us” na Tate Modern, em Londres, Inglaterra;
- 2019 - É realizada a exposição individual “Tunga” na Galleria Franco Noero, em Turim, Itália;
- 2021 - Sua obra integra a exposição coletiva “Fictionalising the Museum” no Centro Internacional das Artes José de Guimarães - CIAJG, em Guimarães, Portugal;
- 2023 - É realizada a exposição individual “Tunga: Vê-Nus” na Luhring Augustine, em Nova York, EUA.

## Prêmios e honrarias
| Ano  | Prêmio                                                                      | Local | Resultado/Obra | Ref. |  |
| ---- | --------------------------------------------------------------------------- | --- | -------------- | ---- |  |
| 1985 | Prêmio Museo de Arte Moderno de Caracas                                     | Caracas, Venezuela | Venceu         |      |  |
| 1986 | Prêmio Trienal Latino-americana de Arte sobre papel Prize                   | “Trienal Latino-Americana de Arte Sobre Papel”, no Museo de Arte Latinoamericano de Buenos Aires (Malba), em Buenos Aires                                                                                | Venceu         |      |  |
| 1986 | Prêmio Governo do Estado do Rio Grande do Sul - Destaque Desenho Brasileiro | Exposição coletiva “Caminhos do Desenho Brasileiro”, no Museu de Arte do Rio Grande do Sul (MARGS), em Porto Alegre                                                                                      | Venceu         |      |  |
| 1987 | Prêmio Tucano de Prata do FestRio                                           | O filme “Nervo de Prata” no FestRio, no Rio de Janeiro | Venceu         |      |  |
| 1987 | Festival de Cinema e Vídeo do Maranhão                                      | O filme “Nervo de Prata” recebeu o prêmio de melhor vídeo e melhor fotografia no Festival de Cinema e Vídeo do Maranhão, em São Luís                                                                     | Venceu         |      |  |
| 1990 | Prêmio Brasília de Artes Plásticas                                          | Participou da exposição coletiva “Prêmio Brasília de Artes Plásticas”, no Museu de Arte de Brasília, em Brasília                                                                                         | Venceu         |      |  |
| 1991 | Prêmio Mário Pedrosa                                                        | Associação Brasileira de Críticos de Arte (ABCA), pela obra Preliminares do Palíndromo Incesto | Venceu         |      |  |
| 1997 | Prêmio Aquisição                                                            | Museu de Arte Contemporânea, Niterói, Brasil | Venceu         |      |  |
| 1997 | Prêmio Aquisição                                                            | Museu de Arte Moderna da Bahia, Brasil | Venceu         |      |  |
| 1997 | Prêmio Aquisição                                                            | Museu de Arte Moderna de Recife, Brasil | Venceu         |      |  |
| 1997 | Prêmio Museu de Arte Moderna de São Paulo: 50 anos - Panorama 1997          | Museu de Arte Moderna de São Paulo | Venceu         |      |  |
| 1997 | Prêmio Embratel                                                             | Museu de Arte Moderna de São Paulo, Brasil | Venceu         |      |  |
| 1997 | Prêmio de 30 anos                                                           | Museu de Arte Moderna de São Paulo, Brasil | Venceu         |      |  |
| 1997 | Melhor vídeo experimental no IV FestRio                                     | O filme “Nervo de Prata” recebeu o prêmio de melhor vídeo experimental no IV FestRio, no Rio de Janeiro                                                                                                  | Venceu         |      |  |
| 1998 | Johnny Walker Prize                                                         | Museu Nacional de Belas Artes, Rio de Janeiro, Brasil | Venceu         |      |  |
| 1998 | Prêmio APCA - os Melhores de 1997                                           | Recebeu o Prêmio APCA - os Melhores de 1997, da Associação Paulista de Críticos de Arte (APCA). | Venceu         |      |  |
| 1998 | Prêmio Cine Ceará                                                           | O vídeo ”Tunga - Sem redes e tralhas” recebeu o Prêmio Cine Ceará por melhor edição e melhor trilha sonora original.                                                                                     | Venceu         |      |  |
| 1999 | Prêmio de melhor mostra estrangeira de 1999                                 | Com a exposição "Tunga", apresentada no Centro Cultural Recoleta recebeu o Prêmio de melhor mostra estrangeira de 1999, Argentina.                                                                       | Venceu         |      |  |
| 2000 | Chevalier des Arts et des Lettres                                           | Foi nomeado "Chevalier des Arts et des Lettres” (Cavaleiro das Artes e das Letras) pelo Ministério da Cultura da França.                                                                                 | Venceu         |      |  |
| 2000 | Hugo Boss Award                                                             | Participou da exposição coletiva “Hugo Boss Prize”, no Guggenheim Museum (Nova York), em Nova York, com indicação ao “Prêmio Hugo Boss Prize”                                                            | Indicado       |      |  |
| 2004 | Prêmio Palma de Ouro                                                        | O filme “Quimera” concorreu ao “Prêmio Palma de Ouro”, do Festival de Cannes, França. | Venceu         |      |  |
| 2005 | Artes Mundi prize                                                           | Wales, Inglaterra | Venceu         |      |  |
| 2008 | Prêmio Jabuti                                                               | A “Caixa de Livros Tunga” foi ganhadora do Prêmio Jabuti (Câmara Brasileira do Livro) em 2008, na categoria Arquitetura e Urbanismo, Fotografia, Comunicação e Artes.                                    | Venceu         |      |  |
| 2022 | Prêmio APCA - Os melhores de 2021                                           | A exposição “Tunga - Conjunções magnéticas”, realizada no Itaú Cultural e no Instituto Tomie Ohtake, recebe o Prêmio APCA - Os melhores de 2021, concedida pela Associação Paulista de Críticos de Arte. | Venceu         |      |  |

## Publicações monográficas
- 1980 - "Tunga Esculturas", Paulo Sergio Duarte, Espaço ABC (Funarte) / Parque Natural Municipal da Catacumba
- 1997 - "Tunga: Barroco de Lírios", Tunga, Cosac & Naify
- 1997 - "Tunga: 1977_1997”, Carlos Basualdo, Edith C Blum Art Inst
- 1999 - "Tunga em Buenos Aires”, Mercedes Casanegra, Centro Cultural Recoleta
- 2005 - "Tunga: Las películas, Los vídeos”, José Jiménez, Instituto Cervantes
- 2007 -“Tunga" - caixa constituída de sete volumes de diferentes formatos (textos, fotografias, vídeos) que documentam a trajetória do artista, Cosac & Naify
- 2007 - "Tunga: Dessins Érotiques", Daniel Templon, Galerie Daniel Templon
- 2008 - "Apesar de Leves "Pumbeo Sapiens”, Paulo Darzé Galeria
- 2013 - "Narrativas Ficcionais de Tunga", Marta Martins, editora Apicuri
- 2016 - Tunga: Pálpebras, Galeria Millan
- 2018 - Tunga: O Corpo em Obras, Isabella Rjeille e Tomás Toledo
- 2018 - Tunga - O rigor da distração, Luisa Duarte e Evandro Salles, Museu de Arte do Rio (MAR)
- 2019 - "Tunga", Catherine Lampert, editora Cosac & Naify
- 2021 - "Tunga: Conjunções Magnéticas”, Instituto Tomie Ohtake / Instituto Itaú Cultural
- 2023 - "Tunga: Vê-Nus”, Paulo Venancio Filho, Luhring Augustine